# Зестафони
Зестафони (груз. ზესტაფონი) је град у Грузији у регији Имеретија. Према из 2014. у граду је живело 20.814 становника.

## Становништво
Према, у граду је 2014. живело 20.814 становника.
| 1989.  | 2002.  | 2014.  |
| ------ | ------ | ------ |
| 26.098 | 24.002 | 20.814 |